# Гектор (Міннесота)
Гектор (англ. Hector) — місто (англ. city) в США, в окрузі Ренвілл штату Міннесота. Населення — 1012 особи (2020).

## Географія
Гектор розташований за координатами 44°44′31″ пн. ш. 94°42′48″ зх. д. / 44.74194° пн. ш. 94.71333° зх. д. (44.742018, -94.713446).  За даними Бюро перепису населення США в 2010 році місто мало площу 4,03 км², уся площа — суходіл. В 2017 році площа становила 4,68 км², уся площа — суходіл.

## Демографія
Згідно з переписом 2010 року, у місті мешкала 1151 особа в 513 домогосподарствах у складі 322 родин. Густота населення становила 286 осіб/км².  Було 573 помешкання (142/км²).
Расовий склад населення:
| - 96,9 % — білих - 0,6 % — азіатів - 2,3 % — осіб інших рас |

До двох чи більше рас належало 0,3 %. Частка іспаномовних становила 5,7 % від усіх жителів.
За віковим діапазоном населення розподілялося таким чином: 23,8 % — особи молодші 18 років, 56,0 % — особи у віці 18—64 років, 20,2 % — особи у віці 65 років та старші. Медіана віку мешканця становила 43,4 року. На 100 осіб жіночої статі у місті припадало 95,7 чоловіків;  на 100 жінок у віці від 18 років та старших — 95,3 чоловіків також старших 18 років.
Середній дохід на одне домашнє господарство  становив 61 438 доларів США (медіана — 55 776), а середній дохід на одну сім'ю — 69 492 долари (медіана — 60 250). Медіана доходів становила 45 329 доларів для чоловіків та 33 750 доларів для жінок. За межею бідності перебувало 10,0 % осіб, у тому числі 25,8 % дітей у віці до 18 років та 2,8 % осіб у віці 65 років та старших.
Цивільне працевлаштоване населення становило 533 особи. Основні галузі зайнятості: освіта, охорона здоров'я та соціальна допомога — 25,3 %, виробництво — 16,1 %, роздрібна торгівля — 13,1 %.

## Персоналії
- Дороті Петерсон (1897-1979) — американська акторка.